# Церковь Преображения Господня (Сивково)
Церковь Преображения Господня — храм, расположенный в селе Сивково Можайского района Московской области.
Построена в 1684—1685 годах в вотчине Т. П. Савёлова по инициативе его брата — патриарха Иоакима. Церковь кирпичная, снаружи побелена. Колокольня стиля ампир считается построенной архитектором Д. Г. Григорьевым (1828 год). В 2001 году были начаты восстановительные работы. Свод трапезной обвалился, кровли сняты.